# Enea Mihaj
Enea Mihaj (n. 5 iulie 1998) este un fotbalist albanez care joacă pe postul de fundaș central pentru clubul grec Panetolikos.

## Primii ani
Mihaj și-a petrecut copilăria la Salonic și apoi în Rhodos, unde Mihaj și-a început fotbalul la echipele de tineret. La vârsta de 13 ani a fost inclus în Academia Olimpică, unde a ieșit în evidență cu talentul său și a fost urmărit de scouterii lui Panetolikos, care după 3-4 zile l-au invitat să vină în echipa lor. La vârsta de 16 ani a plecat de acasă pentru a se muta în Aetolia-Acarnania și pentru a se concentra pe cariera de fotbalist.

## Cariera pe echipe

### Panetolikos
Mihaj a jucat pentru prima dată la Panetolikos FC la 14 decembrie 2016 într-un meci din Cupa Greciei sezonul 2016-2017 împotriva lui Kallithea, în care a fost rezervă neutilizată. După două meciuri de campionat ca rezervă, Mihaj și-a făcut debutul în fotbalul profesionist pe 11 ianuarie 2017 într-un meci de cupă împotriva lui PAOK, intrând în minutul 87 în locul lui Giorgos Mygas.

## Cariera la națională

### Albania
Mihaj a fost pentru prima dată convocat la echipei națională sub 19 ani din Albania de către antrenorul Arjan Bellaj, pentru turneul amical Roma Caput Mundi din perioada 29 februarie-4 martie 2016.
El a fost convocat la echipa națională de fotbal a Albaniei sub 21 de către antrenorul Redi Jupi pentru meciul de calificare la Campionatul European de tineret sub 20 de ani al UEFA, în 2017 împotriva Israelului U21, la 10 octombrie 2016. A debutat cu Albania U21 împotriva lui Israel U21, intrând la pauză în locul lui Kostandin Kariqi.
El a fost chemat de noul antrenor Alban Bushi pentru un două meciuri amicale împotriva Moldovei U21 pe 25 și 27 martie 2017.

## Statistici privind cariera

### Club
Începând cu 2 februarie 2019
| Club          | Sezon         | Campionat         | Campionat | Campionat | Cupă    | Cupă   | Europa  | Europa | Alte    | Alte   | Total   | Total  |
| Club          | Sezon         | Divizie           | Meciuri   | Goluri    | Meciuri | Goluri | Meciuri | Goluri | Meciuri | Goluri | Meciuri | Goluri |
| ------------- | ------------- | ----------------- | --------- | --------- | ------- | ------ | ------- | ------ | ------- | ------ | ------- | ------ |
| Panetolikos   | 2016-2017     | Superliga Greciei | 0         | 0         | 1       | 0      | -       | -      | -       | -      | 1       | 0      |
| Panetolikos   | 2017-2018     | Superliga Greciei | 26        | 0         | 3       | 0      | -       | -      | -       | -      | 29      | 0      |
| Panetolikos   | 2018-2019     | Superliga Greciei | 9         | 0         | 3       | 0      | -       | -      | -       | -      | 12      | 0      |
| Panetolikos   | Total         | Total             | 35        | 0         | 7       | 0      | -       | -      | -       | -      | 42      | 0      |
| Total carieră | Total carieră | Total carieră     | 35        | 0         | 7       | 0      | -       | -      | -       | -      | 42      | 0      |

1. ↑  Including continental competitions, such as UEFA Champions League and UEFA Europa League